# Marasmo (película)
Marasmo es una película de Costa Rica, estrenada en 2003. Está dirigida por Mauricio Mendiola Vélez.

## Sinopsis
El argumento refiere a los problemas entre la sociedad y la guerrilla en un área selvática de la costa del Caribe de Colombia, en el que se entremezclan los amoríos de su protagonista y el entorno de violencia en el que tienen que sobrevivir. 
Ismael (Bismark Méndez), sargento de policía paramilitar, es encargado en misión secreta por venganza para eliminar a un núcleo guerrillero que afecta el tráfico de drogas de la zona, liderado por Lupercio (César Meléndez).
En medio de su misión, conoce a la bella Consuelo, con la que establece una relación sentimental (Marcela Ugalde). En el viaje en autobús que debe realizar a Barranquilla, conoce a la casi adolescente e ingenua Luz Angélica (Carolina Solano) con la que fantasea una relación en una atracción mutua.
Mientras tanto Lupercio y el líder supremo Comandante Ernestito (Vinicio Rojas) entran en un conflicto por aspectos ideológicos políticos y de organización que coincide con la emboscada al autobús, en el propio clímax de la cinta.
Ahí se encuentran cara a cara Lupercio con Ismael, el hombre que fue contratado para matarlo por el capo del narco local , conocido como "El Cocinero" (Bernal García).
La vendetta finalmente es concretada tiempo después, pero de una forma violenta e inesperada por otros sicarios a sueldo enviados por la misma persona.

## Temática
Aunque la cinta es efectuada con actores costarricenses y filmada íntegramente en Costa Rica, evoca aspectos culturales y sociológicos que la sitúan en una violenta Colombia, no muy lejana de su verdad convulsa. 
Una serie de realidades humanas y vidas, que se contaron de una forma casi independiente a lo largo de la película, coinciden de una forma intempestiva en el viaje del autobús a Barranquilla. Las personas no viven, sino que sobreviven a su cotidianidad.
Como una forma de reflejar la verdadera tragedia colombiana, la violencia de la guerrilla es el síntoma unificador presente en todos y cada uno de los personajes, aspecto que los termina por contaminar.

## Reparto
- Bismark Méndez - Ismael
- Marcela Ugalde - Consuelo
- César Meléndez - Comandante Lupercio
- Carolina Solano - Luz Angélica
- Vinicio Rojas - Comandante Ernestito
- Bernal García - "El Cocinero"
- Pedro Sánchez	- Rocky
- Ana Mercedes - Madre de Consuelo
- Humberto Henríquez - Padre de Luz Angélica
- Casandra Solano - Esposa de "El Cocienero"

## Crítica y aceptación
La cinta recibió buenos elogios en los diversos festivales en que fue presentada, destacando particularmente en la Muestra del Festival Iberoaméricano de Huelva, España en el 2003.
Fue nominada ese mismo año en el Festival de Cine Círculo Precolombino de Oro como Mejor Película, en Bogotá, Colombia